# Ik zou het zo weer overdoen
Ik zou het zo weer overdoen is een single van de Nederlandse zanger Marco Borsato, in samenwerking met Trijntje Oosterhuis. Het was de tweede single afkomstig van het studioalbum Duizend spiegels.

## Hitnoteringen

### Nederlandse Top 40
| Positie: | 12 | 3 | 8 | 21 | 21 | 31 | 34 | 26 | 34 | uit |

### NederlandseSingle Top 100
| Positie: | 1 | 1 | 7 | 18 | 29 | 39 | 38 | 45 | 44 | 54 | 55 | 70 | 92 | uit | 69 | uit |

### VlaamseUltratop 50
| Hitnotering: (Week 1) 16-11-2013 Hitnotering: (Week 2) 30-11-2013 | Hitnotering: (Week 1) 16-11-2013 Hitnotering: (Week 2) 30-11-2013 | Hitnotering: (Week 1) 16-11-2013 Hitnotering: (Week 2) 30-11-2013 | Hitnotering: (Week 1) 16-11-2013 Hitnotering: (Week 2) 30-11-2013 | Hitnotering: (Week 1) 16-11-2013 Hitnotering: (Week 2) 30-11-2013 |
| Week:                                                             | 1                                                                 |                                                                   | 2                                                                 |                                                                   |
| ----------------------------------------------------------------- | ----------------------------------------------------------------- | ----------------------------------------------------------------- | ----------------------------------------------------------------- | ----------------------------------------------------------------- |
| Positie:                                                          | 44                                                                | uit                                                               | 30                                                                | uit                                                               |

### VlaamseRadio 2 Top 30
Geen notering

### NPO Radio 2 Top 2000
| Nummer met noteringen in de NPO Radio 2 Top 2000 | '14  | '15  |
| ------------------------------------------------ | ---- | ---- |
| Ik zou het zo weer overdoen                      | 1187 | 1570 |

1. ↑  Een vetgedrukt getal geeft de hoogste notering aan.
2. ↑  2014 was het eerste jaar met een notering voor dit nummer.
3. ↑  Deze tabel is bijgewerkt tot en met de laatste editie (2024).